# Como (Mississippi)
Como é uma cidade  localizada no estado americano de Mississippi, no Condado de Panola.

## Demografia
Segundo o censo americano de 2000, a sua população era de 1310 habitantes.
Em 2006, foi estimada uma população de 1318, um aumento de 8 (0.6%).

## Geografia
De acordo com o United States Census Bureau tem uma área de
4,9 km², dos quais 4,9 km² cobertos por terra e 0,0 km² cobertos por água.

## Localidades na vizinhança
O diagrama seguinte representa as localidades num raio de 24 km ao redor de Como.